# 로베르토 로하스 스캔들
로베르토 로하스 스캔들은 1989년 9월 3일 브라질 리우데자네이루에 위치한 이스타지우 두 마라카낭에서 열린 브라질과 칠레의 1990년 FIFA 월드컵 남미 지역 예선 경기에서 칠레 대표팀의 골키퍼였던 로베르토 로하스(Roberto Rojas)가 부상당한 것처럼 사람들을 속였던 사건이다. 마라카낭의 폭죽(포르투갈어: Fogueteira do Maracanã 포게테이라 두 마라카낭[*]), 칠레 대표팀의 마라카낭의 비극(스페인어: Maracanazo de la selección chilena 마라카나소 데 라 셀렉시온 칠레나[*])이라고 부르기도 한다. 이 사건은 축구계에서 가장 악명 높은 사건 중의 하나였으며, 많은 이야깃거리를 낳았다.

## 사건 배경
1990년 FIFA 월드컵 남미 지역 예선은 1986년 FIFA 월드컵 우승 팀 자격으로 자동 출전한 아르헨티나를 제외한 9개 나라가 3개 팀씩 3개 조를 이뤄 홈 앤 어웨이 방식으로 경기를 치러 각 조 1위 팀 중 상위 2개 팀이 본선에 직행하고, 하위 1개 팀은 오세아니아 지역 예선 1위 팀과 홈 앤 어웨이 방식으로 대륙간 플레이오프를 치러 본선에 진출하는 방식이었다.
브라질은 칠레, 베네수엘라와 함께 3조에 편성되었다. 브라질과 칠레가 베네수엘라에 2전 전승을 거둔 반면, 1989년 8월 13일 칠레 산티아고에서 열렸던 경기에서 칠레와 브라질이 1-1로 비기면서 브라질과 칠레가 2승 1무, 승점 5점으로(당시 승점은 승리 2점, 무승부 1점, 패배 0점) 동률을 기록하여 3조 선두를 놓고 다투게 되었다. 브라질이 골득실차에서 약간 앞선 상황이었기 때문에(브라질은 +10(11득점 1실점), 칠레는 +7(9득점 2실점)) 최종전에서 칠레에게 패하지만 않으면 1990년 FIFA 월드컵 본선에 진출할 수 있었다.

## 사건 개요
| 브라질     | 2 – 0 (몰수) | 칠레 |
| ---------- | ------------ | ---- |
| 카레카 49′ |              |      |

| 브라질 | 칠레 |

|                     |    |                     |  |
|                     |    |                     |  |
| GK                  | 1  | 클라우지우 타파레우 |  |
| DF                  | 4  | 마우루 가우방       |  |
| DF                  | 2  | 조르지뉴            |  |
| DF                  | 3  | 아우다이르          |  |
| DF                  | 6  | 히카르두 고메스     |  |
| MF                  | 5  | 브랑쿠              |  |
| MF                  | 11 | 바우두 필류         |  |
| MF                  | 8  | 둥가 (주장)         |  |
| RF                  | 10 | 파울루 실라스       |  |
| CF                  | 9  | 카레카              |  |
| LF                  | 7  | 베베투              |  |
| 감독:               |    |                     |  |
| 세바스치앙 라자로니 |    |                     |  |

|                   |    |                          |  |
|                   |    |                          |  |
| GK                | 1  | 로베르토 로하스          |  |
| DF                | 18 | 파트리시오 레예스        |  |
| DF                | 5  | 우고 곤살레스            |  |
| DF                | 11 | 페르난도 아스텡고        |  |
| DF                | 4  | 엑토르 푸에블라          |  |
| MF                | 2  | 알레한드로 이시스        |  |
| MF                | 8  | 하이메 베라 (주장)       |  |
| MF                | 6  | 하이메 피사로            |  |
| MF                | 10 | 호르헤 아라베나          |  |
| FW                | 14 | 파트리시오 야네스        |  |
| FW                | 7  | 후안 카를로스 레텔리에르 |  |
| 감독:             |    |                          |  |
| 오를란도 아라베나 |    |                          |  |

1989년 9월 3일 브라질 리우데자네이루에 위치한 이스타지우 두 마라카낭에서 열린 브라질과 칠레의 1990년 FIFA 월드컵 남미 예선 3조 최종 경기에서 브라질은 후반 4분에 나온 카레카의 선제골에 힘입어 칠레에 1-0으로 앞서고 있었다. 그런데 후반 22분 브라질 서포터였던 호제네리 멜루 두 나시멘투(Rosenery Mello do Nascimento)라는 소녀가 관중석에서 부주의하게 폭죽을 던졌고 이것이 칠레 골키퍼였던 로베르토 로하스의 얼굴 근처에서 터졌다. 로하스는 얼굴을 감싸쥐면서 쓰러졌고 치료를 위해 밖으로 옮겨졌다. 이에 흥분한 칠레 선수들이 이렇게 위험한 상황에서는 경기를 할 수 없다며 경기장에서 퇴장했다. 이 상황을 지켜본 아르헨티나 출신의 후안 카를로스 로우스타우(Juan Carlos Loustau) 심판은 더 이상 경기를 진행할 수 없다고 판단하고 경기 중단을 선언했다.
이 사건은 많은 사람들의 관심을 끌었으며, 국제 축구 연맹(FIFA)이 직접 조사에 착수했다. 그러나 경기장의 비디오 카메라와 당시 현장을 찍은 사진 기자의 카메라를 판독한 결과, 폭죽은 로베르토 로하스의 얼굴 근처에서 터졌을 뿐 로하스 골키퍼에게 상처를 입히지 않았다는 것이 밝혀졌다. 이 과정에서 로하스는 팀 전담 의사에게 받은 소독약인 머큐로크롬을 자신의 얼굴에 직접 뿌려 폭죽에 맞아 얼굴에 피를 흘리는 것처럼 위장했다. 또한 로하스는 자신의 거짓 행동이 들통날 것을 우려해 나중에 자신의 이마에 면도날로 직접 상처를 내서 실제로 부상당한 것처럼 보이도록 했다.
FIFA는 경기장을 떠난 칠레에게 0-2 몰수패를 선언함과 동시에 1994년 FIFA 월드컵 예선 출전을 금지하는 중징계를 내렸으며, 부상을 입은 것처럼 사람들을 속인 로베르토 로하스에게는 선수 자격을 영구 박탈했다. 또한 브라질 축구 협회에게는 경기장 안전 관리를 제대로 하지 않은 책임을 물어 20,000 스위스 프랑의 벌금을 부과했다.

## 사건 경과
관중석에서 폭죽을 던져 이런 소동을 일으켰던 호제네리 지 멜루는 오히려 브라질이 손쉽게 월드컵에 출전할 수 있게 도와준 '행운의 소녀'라는 칭송을 들으며 브라질의 영웅으로 떠올랐다. 언론의 집중 조명 속에 인기를 얻은 그녀는 브라질판 플레이보이 잡지에 실리기도 하고, CF도 찍었다. 또한 브라질 여행사의 홍보 사절로 뽑혀 이듬해 이탈리아에서 열린 월드컵을 직접 관전하기도 했다.
브라질은 월드컵 연속 출전의 기록을 계속 이어갔으며, 본선에서 C조에 편성되어 3전 전승으로 2라운드에 진출하였으나 16강전에서 아르헨티나를 만나 클라우디오 카니히아의 결승골로 0-1로 패했다.
칠레는 비록 1994년 FIFA 월드컵 예선에 참가하지 못하는 징계를 받았지만 1998년 FIFA 월드컵 본선 진출에는 성공한다. 사건이 발생한 지 12년 후 FIFA는 2001년에 로하스에 대한 징계를 철회하면서 사면을 발표했다.